# Saint-Christophe (Vienne)
Pour les articles homonymes, voir Saint-Christophe.
Saint-Christophe est une commune du Centre-Ouest de la France, située dans le département de la Vienne (région Nouvelle-Aquitaine).

## Géographie

### Localisation
La commune est proche du parc naturel régional Loire-Anjou-Touraine.

### Communes limitrophes
La grande ville la plus proche est Châtellerault qui se trouve à 17,2 km au sud-est.
Saint-Christophe est située à 4 km au nord-ouest de Saint-Gervais-les-Trois-Clochers, le bourg le plus proche des environs.
| Faye-la-Vineuse (Indre-et-Loire) |                  | Jaulnay (Indre-et-Loire)         |
| Sérigny                          | Saint-Christophe | Saint-Gervais-les-Trois-Clochers |
|                                  | Sossais          |                                  |

### Climat
Pour des articles plus généraux, voir Climat de la Nouvelle-Aquitaine et Climat de la Vienne.
Historiquement, la commune est exposée à un climat océanique du nord-ouest.  
En 2020, Météo-France publie une typologie des climats de la France métropolitaine dans laquelle la commune est exposée à un climat océanique altéré et est dans la région climatique  Poitou-Charentes, caractérisée par un bon ensoleillement, particulièrement en été et des vents modérés.
Pour la période 1971-2000, la température annuelle moyenne est de 11,6 °C, avec une amplitude thermique annuelle de 14,9 °C. Le cumul annuel moyen de précipitations est de 672 mm, avec 10,4 jours de précipitations en janvier et 6,5 jours en juillet. Pour la période 1991-2020, la température moyenne annuelle observée sur la station météorologique la plus proche, située sur la commune de Loudun à 24 km à vol d'oiseau, est de 12,4 °C et le cumul annuel moyen de précipitations est de 631,5 mm,. Pour l'avenir, les paramètres climatiques de la commune estimés pour 2050 selon différents scénarios d’émission de gaz à effet de serre sont consultables sur un site dédié publié par Météo-France en novembre 2022.

### Voies de communication et transports
Les gares et les haltes ferroviaires les plus proches de Saint-Christophe sont :
- La halte ferroviaire d'Ingrandes à 16,3 km,
- La gare de Châtellerault 18 km,
- La halte ferroviaire de Dangé à 18,5 km,
- La halte ferroviaire Les Ormes à 19,2 km,
- La halte ferroviaire de Nerpuy  à 19,5 km,

L'aéroport le plus proche de Saint-Christophe est l'aéroport de Poitiers-Biard à 37 km.

## Urbanisme

### Typologie
Au 1er janvier 2024, Saint-Christophe est catégorisée commune rurale à habitat très dispersé, selon la nouvelle grille communale de densité à sept niveaux définie par l'Insee en 2022.
Elle est située hors unité urbaine. Par ailleurs la commune fait partie de l'aire d'attraction de Châtellerault, dont elle est une commune de la couronne,. Cette aire, qui regroupe 44 communes, est catégorisée dans les aires de 50 000 à moins de 200 000 habitants,.

### Occupation des sols
L'occupation des sols de la commune, telle qu'elle ressort de la base de données européenne d’occupation biophysique des sols Corine Land Cover (CLC), est marquée par l'importance des territoires agricoles (93,8 % en 2018), une proportion identique à celle de 1990 (93,8 %). La répartition détaillée en 2018 est la suivante : 
terres arables (67,5 %), zones agricoles hétérogènes (25,1 %), forêts (6,2 %), prairies (1,3 %). L'évolution de l’occupation des sols de la commune et de ses infrastructures peut être observée sur les différentes représentations cartographiques du territoire : la carte de Cassini (XVIIIe siècle), la carte d'état-major (1820-1866) et les cartes ou photos aériennes de l'IGN pour la période actuelle (1950 à aujourd'hui).

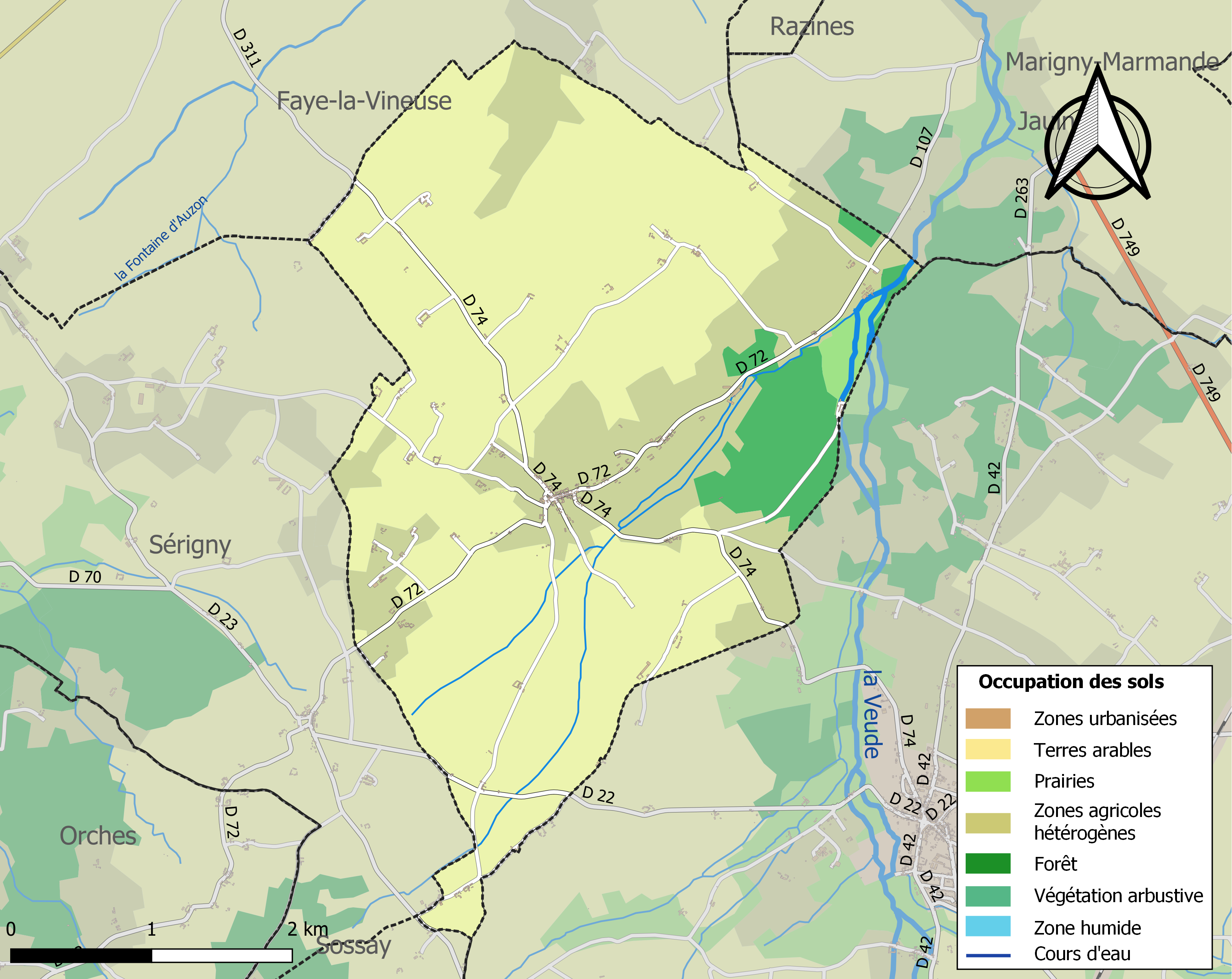
Carte des infrastructures et de l'occupation des sols de la commune en 2018 (CLC).

### Risques majeurs
Le territoire de la commune de Saint-Christophe est vulnérable à différents aléas naturels : météorologiques (tempête, orage, neige, grand froid, canicule ou sécheresse), mouvements de terrains et séisme (sismicité modérée). Il est également exposé à un risque technologique,  le transport de matières dangereuses. Un site publié par le BRGM permet d'évaluer simplement et rapidement les risques d'un bien localisé soit par son adresse soit par le numéro de sa parcelle.

#### Risques naturels

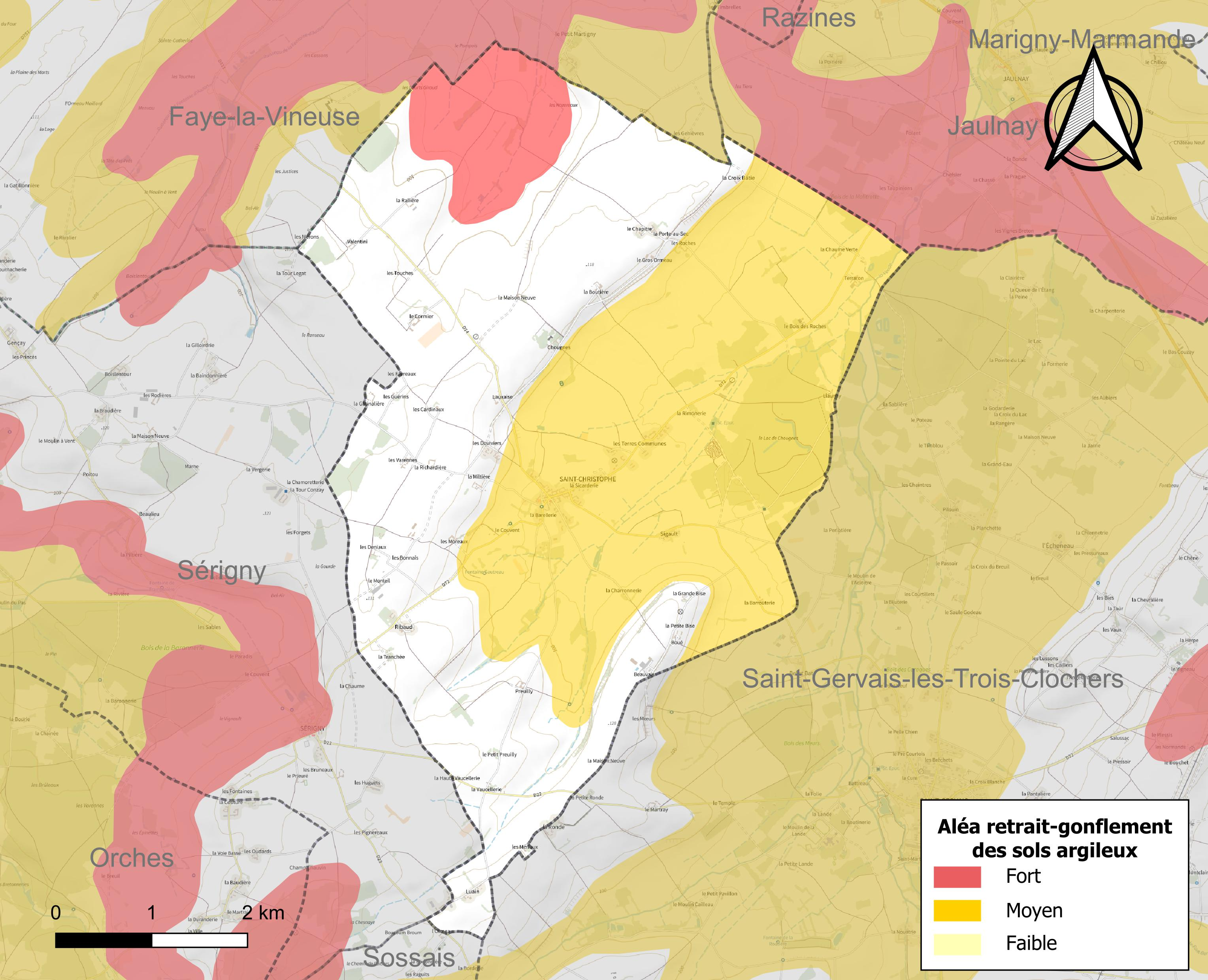
Carte des zones d'aléa retrait-gonflement des sols argileux de Saint-Christophe.

Les mouvements de terrains susceptibles de se produire sur la commune sont des tassements différentiels. Le retrait-gonflement des sols argileux est susceptible d'engendrer des dommages importants aux bâtiments en cas d’alternance de périodes de sécheresse et de pluie. 50,5 % de la superficie communale est en aléa moyen ou fort (79,5 % au niveau départemental et 48,5 % au niveau national). Depuis le 1er octobre 2020, en application de la loi ÉLAN, différentes contraintes s'imposent aux vendeurs, maîtres d'ouvrages ou constructeurs de biens situés dans une zone classée en aléa moyen ou fort,.
La commune a été reconnue en état de catastrophe naturelle au titre des dommages causés par les inondations et coulées de boue survenues en 1982, 1999 et 2010, par la sécheresse en 1989 et 2011 et par des mouvements de terrain en 1999 et 2010.

## Politique et administration

### Intercommunalité
La commune fait partie de la communauté de communes Les Portes du Poitou
Avant la réforme des départements, Saint-Christophe était dans le canton n°10 de Saint-Gervais-les-Trois-Clochers dans la 4e circonscription. Depuis 2015, Saint-Christophe est dans le canton de Châtellerault-2 (n°3) du département de la Vienne.
La commune de Saint-Christophe appartient à la zone d'emploi Châtellerault qui fait elle-même partie du vaste espace urbain Poitiers-Châtellerault.

### liste des maires
| Période   | Période   | Identité          | Étiquette | Qualité |
| --------- | --------- | ----------------- | --------- | ------- |
| mars 2001 | mars 2008 | Roland Chamballon |           |         |
| mars 2008 |           | Thierry Prieur    |           |         |

### Instances judiciaires et administratives
La commune relève du tribunal d'instance de Poitiers, du tribunal de grande instance de Poitiers, de la cour d'appel  de Poitiers, du tribunal pour enfants de Poitiers, du conseil de prud'hommes de Poitiers, du tribunal de commerce de Poitiers, du tribunal administratif de Poitiers et de la cour administrative d'appel  de  Bordeaux,  du tribunal des pensions de Poitiers, du tribunal des affaires de la Sécurité sociale de la Vienne, de la cour d’assises de la Vienne.

## Population et société

### Démographie
L'évolution du nombre d'habitants est connue à travers les recensements de la population effectués dans la commune depuis 1793. Pour les communes de moins de 10 000 habitants, une enquête de recensement portant sur toute la population est réalisée tous les cinq ans, les populations de référence des années intermédiaires étant quant à elles estimées par interpolation ou extrapolation. Pour la commune, le premier recensement exhaustif entrant dans le cadre du nouveau dispositif a été réalisé en 2008.

En 2022, la commune comptait 278 habitants, en évolution de −10,03 % par rapport à 2016 (Vienne : +0,6 %, France hors Mayotte : +2,11 %).
| 1793 | 1800 | 1806 | 1821 | 1831 | 1836 | 1841 | 1846 | 1851 |
| ---- | ---- | ---- | ---- | ---- | ---- | ---- | ---- | ---- |
| 483  | 417  | 414  | 398  | 434  | 469  | 486  | 509  | 543  |

| 1856 | 1861 | 1866 | 1872 | 1876 | 1881 | 1886 | 1891 | 1896 |
| ---- | ---- | ---- | ---- | ---- | ---- | ---- | ---- | ---- |
| 543  | 537  | 483  | 587  | 477  | 486  | 486  | 459  | 512  |

| 1901 | 1906 | 1911 | 1921 | 1926 | 1931 | 1936 | 1946 | 1954 |
| ---- | ---- | ---- | ---- | ---- | ---- | ---- | ---- | ---- |
| 509  | 522  | 505  | 450  | 453  | 473  | 458  | 414  | 436  |

| 1962 | 1968 | 1975 | 1982 | 1990 | 1999 | 2006 | 2008 | 2013 |
| ---- | ---- | ---- | ---- | ---- | ---- | ---- | ---- | ---- |
| 403  | 368  | 363  | 311  | 276  | 303  | 341  | 352  | 327  |

| 2018 | 2022 | - | - | - | - | - | - | - |
| ---- | ---- | - | - | - | - | - | - | - |
| 296  | 278  | - | - | - | - | - | - | - |

En 2008, selon l’Insee, la densité de population de la commune était de 23 hab./km2 contre 61 hab./km2 pour le département, 68 hab./km2 pour la région Poitou-Charentes et 115 hab./km2 pour la France.
Depuis le dernier recensement de 1999 à 2008, la population est passée de 303 à 352 habitantset a fortement augmenté de 16,17 %.
Les dernières statistiques démographiques pour la commune de Saint-Christophe ont été fixées en 2009 et publiées en 2012. Il ressort que la mairie administre une population totale de 358 personnes. À cela il faut soustraire les résidences secondaires (six personnes) pour constater que la population permanente sur le territoire de la commune est de 352 habitants.
La population de Saint-Christophe (recensement de 2010) compte une proportion de 52,2 % d'hommes pour 47,8 % de femmes.

### Enseignement
La commune de Saint-Christophe dépend de l'académie de Poitiers (rectorat de Poitiers) et les écoles primaires de la commune dépendent de l'inspection académique de la Vienne.

## Économie
Selon la direction régionale de l'Alimentation, de l'Agriculture et de la Forêt de Poitou-Charentes, il n'y a plus que 16 exploitations agricoles en 2010 contre 17 en 2000.
Les surfaces agricoles utilisées ont toutefois augmenté de 15 % et sont passées de 1 458 hectares en 2000 à 1 681 hectares en 2010. Ces chiffres indiquent une concentration des terres sur un nombre plus faible d’exploitations. Cette tendance est conforme à l’évolution  constatée sur tout le département de la Vienne puisque de 2000 à 2007, chaque exploitation a gagné en moyenne 20 hectares.
57 % des surfaces agricoles sont destinées à la culture des céréales (blé tendre essentiellement mais aussi maïs), 22 % pour les oléagineux (colza et tournesol), 9 % pour le fourrage et 4 % reste en herbes. En 2000, deux hectares (zéro en 2010) étaient consacrés à la vigne.
4 exploitations en 2010 (contre 6 en 2000) abritent un élevage de bovins (520 têtes en 2010 contre 354 têtes en 2000).
La transformation de la production agricole est de qualité et permet aux exploitants d’avoir droit, sous conditions, aux appellations et labels suivants :
- Beurre de Charentes-Poitou (AOC)
- Beurre des Charentes (AOC)
- Beurre des Deux-Sèvres (AOC)
- Veau du Limousin (IGP)
- Bœuf du Maine (IGP)

## Culture locale et patrimoine

### Lieux et monuments

#### Patrimoine religieux

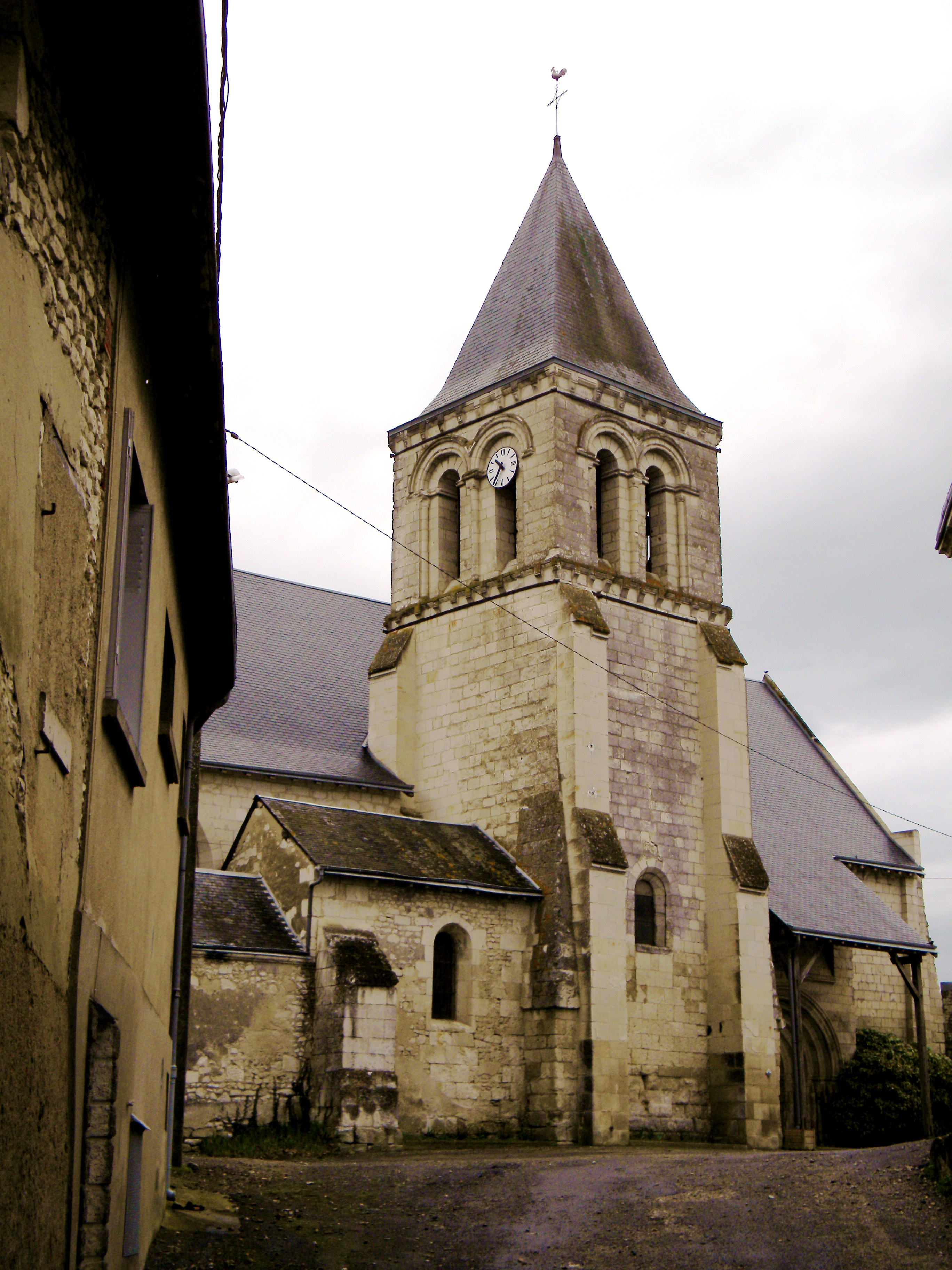
L'église Saint-Christophe.

L'église Saint-Christophe, édifiée aux XIIe siècle et XIVe siècle. La dernière travée (chœur) et le portail 12e siècle ont été inscrits au titre des monuments historiques par arrêté du 27 juillet 1937.

#### Patrimoine naturel
- Le lac de Chougnes constitue une ZNIEFF de type 1[26].

## Sources